# Topaz-Road-Nationalpark
Der Topaz-Road-Nationalpark (englisch Topaz Road National Park) ist ein 37,8 Hektar großer Nationalpark in Queensland, Australien. Er ist Teil des UNESCO-Weltnaturerbe Wet Tropics of Queensland.

## Lage
Der Park liegt in der Region North Queensland etwa 240 Kilometer nördlich von Townsville und 55 Kilometer südlich von Cairns. Die nächstgelegene Stadt ist Atherton, von hier erreicht man den Park über die Atherton Malanda Road, 5 Kilometer südlich von Malanda zweigt eine kleine Straße nach Osten in die Siedlung Topaz ab, nach weiteren 10 Kilometern passiert man den Nationalpark. Im Park selbst gibt es keine Besuchereinrichtungen.
In der Nachbarschaft liegen die Nationalparks Crater Lakes, Wooroonooran, Malaan und Herberton Range.

## Flora und Fauna
Der Park schützt einen kleinen Flecken primären, tropischen Regenwald. Trotz der geringen Größe wurden hier 67 verschiedene Vogelarten gezählt, darunter Stachelbürzler, wie der Mönchsraupenfänger (Coracina tenuirostris), der Weißbrauen-Lalage (Lalage leucomela), der Schwarzgesicht-Raupenfänger (Coracina novaehollandiae) und der Streifenraupenfänger (Coracina lineata) oder aus der Familie der Monarchen, der Gelbbauch-Flachschnabel (Machaerirhynchus flaviventer), der Elstermonarch (Arses kaupi), der Masken-Monarch (Monarcha melanopsis) und der Brillen-Monarch (Monarcha trivirgatus).